# Barborka obecná
Barborka obecná (Barbarea vulgaris) je žlutě kvetoucí plevelná bylina střední velikosti z čeledě brukvovitých.

## Rozšíření

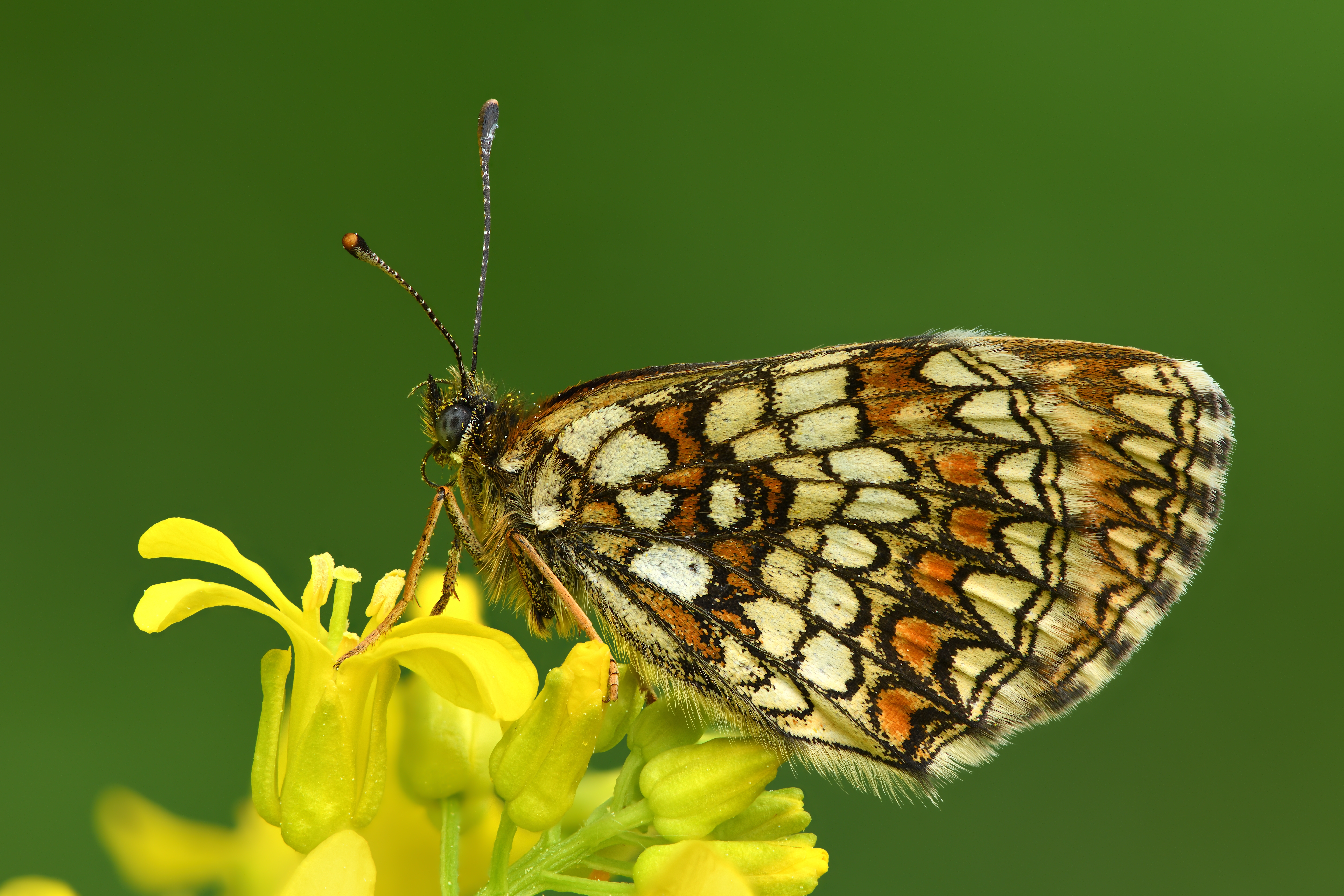

Je hojně rozšířena nejvíce v Evropském mírném podnebném pásu na Severní polokouli, v Asii dále i na Blízkém a Středním východě, na Kavkazu a na indickém subkontinentu a v severní Africe, zavlečena byla do Severní Ameriky.
Roste na vlhkých lukách, podél říčních břehů, silnic, obsazuje lidskou činnosti narušená místa. Preferuje plné slunce, úrodné hlinité a jílovité zeminy, kde dosahuje největších rozměrů. Na suchých, méně výživných půdách a přistíněných místech vyrůstá drobná.

## Popis
Dvouletá nebo vytrvalá rostlina, má vzpřímenou, tlustou a hranatou lodyhu vysokou 30 až 50 cm. Vyrůstá z přízemní listové růžice, v horní polovině se větví, je barvy zelené až červenofialové, bývá lysá nebo řídce chlupatá. Listy v růžici bývají dlouhé až 15 a široké 6 cm, jsou lichozpeřené s až 4 páry lalokovitých lístků, poslední terminální lístek je větší než ostatní. Lístky jsou oválné, obvejčité nebo téměř obkrouhlé, jejich čepele jsou zvlněné, po okrajích mnohdy otevřeně zubaté. Lodyžní listy v nižší a střední úrovni jsou obdobné listů v růžici, jen jsou menší a mají méně párů lístků. Horní jednoduché lodyžní listy jsou asi 5 cm dlouhé a 2,5 cm široké, jsou zvlněné, mělce laločné, mnohdy zubaté. Všechny listy jsou tmavě zelené, lesklé a lysé. Listy u jednotlivých rostlin bývají dosti variabilní. Kořen je tmavé barvy a vytváří kořenové výhonky.
Oboupohlavné čtyřčetné květy na stopkách jsou sestaveny v hroznovitá květenství na koncích lodyh. Při rozkvětu jsou nahloučené, později se prodlužují, nakvétají směrem k vrcholu. Zatím co horní květy v květenství teprve rozkvétají, spodní opylené již vytvářejí plody. Mírně vonící květy, velké v průměru 0,8 mm, mají podlouhlé kopinaté žlutozelené kališní a žluté zaoblené korunní lístky dlouhé 6 až 7 mm. Tyčinek dlouhých 3 až 5 mm je 6, z toho dvě krátké, mají bledě žluté až světle hnědé podlouhlé prašníky. Pestík je utvořen ze dvou plodolistů, má širokou bliznu. Květy rozkvétají od dubna do června, některé jsou nedokonale vyvinuté.
Květy mohou být opylovány cizím pylem nebo může docházet k samoopylení. Za deštivého počasí se zralý pyl z prašníků vysokých tyčinek sám sesype na bliznu, za suchého počasí jsou dlouhé tyčinky zkrouceny a jsou stejně jako krátké pod bliznou. Pyl je pak natřepán jen na opylující hmyz, který saje nektar ze žlázek v květním lůžku a roznáší pyl na blizny jiných květů.
Plodem je vzpřímená válcovitá šešule asi 2,5 cm dlouhá a 1,5 mm tlustá. Oblou spodní části přisedá na stopku a horní část je vytvarována do krátkého štíhlého zobáku. Nahnědlá semena měřící od 1,3 do 1,5 mm jsou vejcovitě podlouhlá, lehce zploštělá, jemně síťkovaná. Vzrostlá rostlina vyprodukuje i 10 000 semen. Semena roznáší vítr nebo jsou při deštích odnášena vodou.

## Rozmnožování
Barborka obecná se rozmnožuje kořenovými výhonky a semeny, která nejlépe klíčí v roce kdy dozrála, po přezimování již hůře. Z hloubky pod 4 cm již téměř nevzklíčí. Po vzejití vytvoří přezimující listovou růžici. Druhým rokem vytvoří lodyhu s květy, po odkvětu celá nadzemní část usychá. Další rok z jara opět mohou vyrůst z kořenového vrcholu nové květonosné lodyhy, což se může za příznivých podmínek opakovat po více let. Po poškození (odříznutí) kořenového vrcholu se adventivní pupeny probudí i na zbylé části kořene, také každý větší kořenový odřezek dá vyrůst nové rostlině.
Je zařazována mezi polní plevele, kde se může ve větší míře vyskytovat ve vytrvalých pícninách nebo ozimých obilovinách, případně i okopaninách. Na dobře obhospodařovaných polích ale není tento plevel příliš obtížný a nebezpečný. Při kombinaci pohlavního a vegetativního rozmnožování vytváří barborka obecná rostlinné kolonie. Na loukách často sekaných, se rozmnožuje převážně vegetativně (kořeny), v obilovinách a oraných plochách zase pohlavně (semeny).

## Využití
Přízemní růžice listů jsou jedlé a dají se sklízet i v zimě pod sněhem. V době kdy nebyla jiná čerstvá zelenina dostupná, se používala do salátů nebo vařená jako zelí. Obsahuje hodně vitamínu C i provitaminu A, je močopudná a listů se používalo jako hojivé náplasti na otevřená poranění. V současnosti je hospodářský význam barborky obecné nicotný.

### Včelařství
Barborka obecná je dobrou nektarodárnou i pylodárnou rostlinou. Květ vyprodukuje za 24 hodin 0, 12–0,18 mg nektaru s cukernatostí 36 %. Cukerná hodnota, tedy množství cukru vyprodukovaného v květu za 24 hodin, je 0,54 mg.
Pyl barborky má pro včely vysokou výživnou hodnotu. Rousky jsou oranžově žluté. Druhové medy barborky obecné nejsou známy.

## Možnost záměny
Pro podobu květů a listů je možná záměna barborky obecné s hořčici polní (Sinapis arvensis) nebo s ředkví ohnici (Raphanus raphanistrum). Barborka obecná se odlišuje velkými terminálními laloky na konci listů.

## Taxonomie
V České republice se rozlišují jeden nebo dva poddruhy:
Podle jsou rozeznány 2 poddruhy:
- barborka obecná pravá (Barbarea vulgaris R. Br. subsp. vulgaris)
- barborka obecná obloučnatá (Barbarea vulgaris R. Br. subsp. arcuata) (Opiz ex J. Presl et C. Presl) Fr.

Podle je barborka obloučnatá považována za samostatný druh.
Barborka obecná obloučnatá (alias barborka obloučnatá) je podle "Černého a červeného seznamu cévnatých rostlin ČR" zařazena do kategorie C4 – mezi vzácnější taxony vyžadující další pozornost.

## Galerie

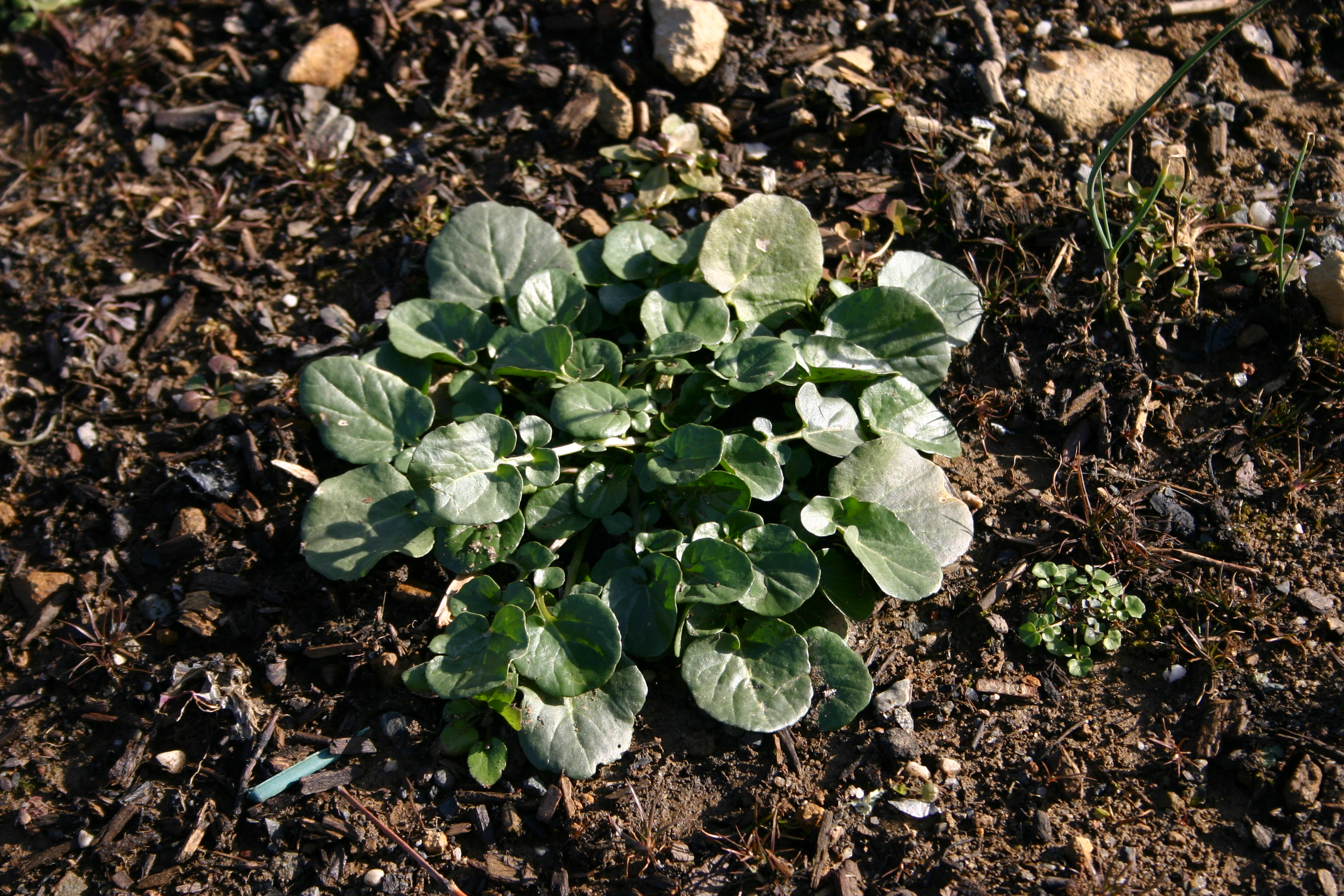
Přízemní růžice listů
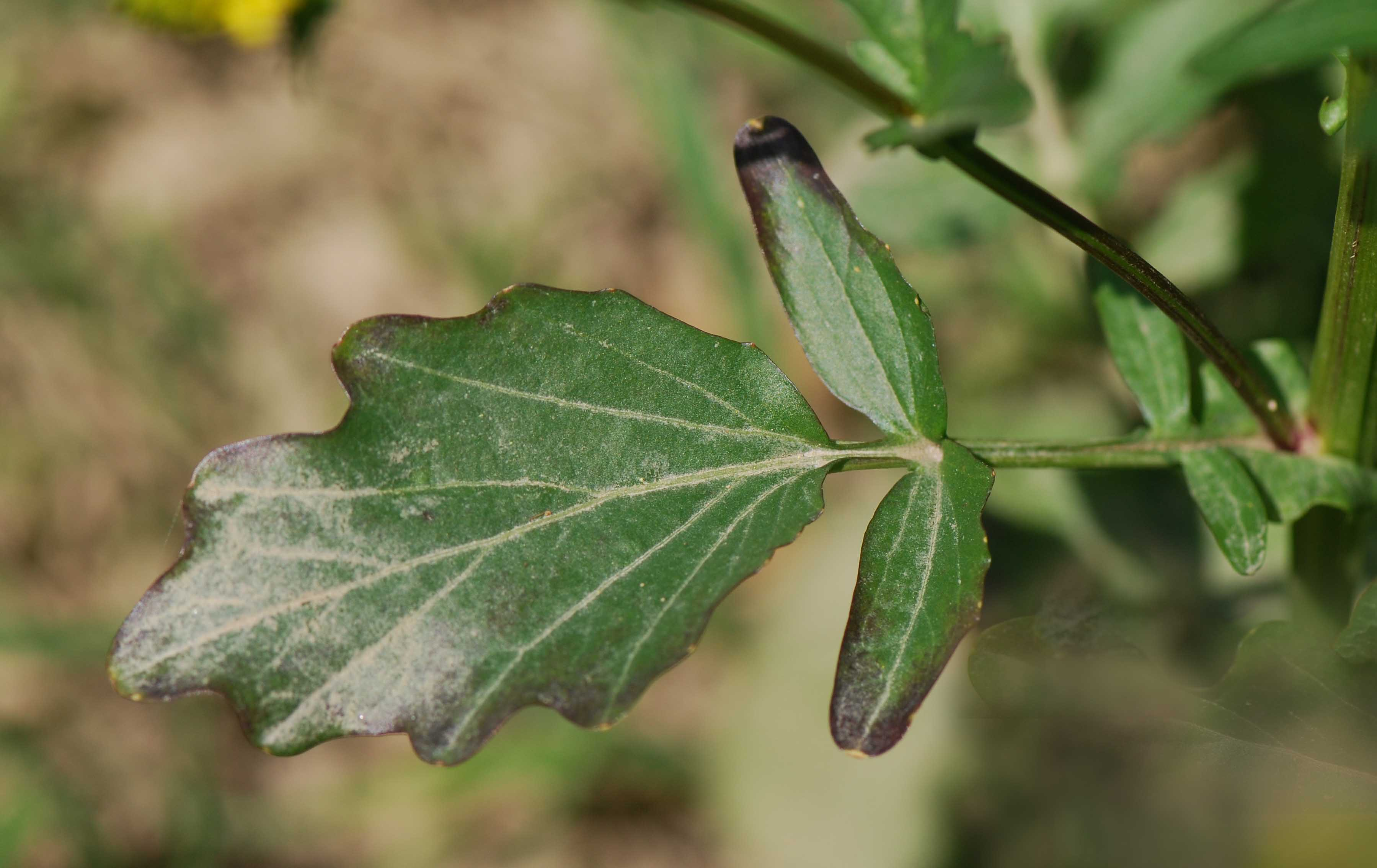
Lodyžní list
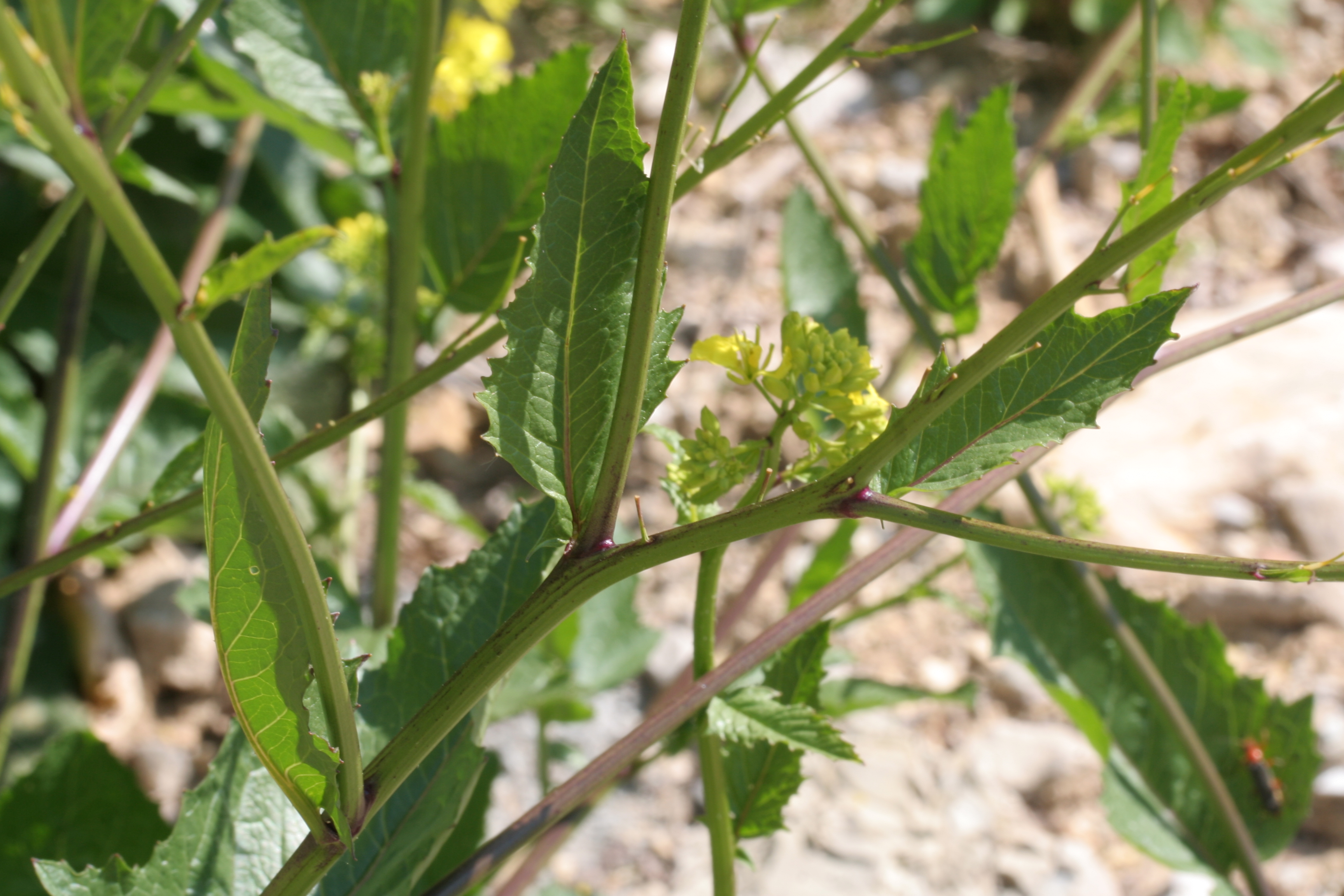
Horní lodyžní listy
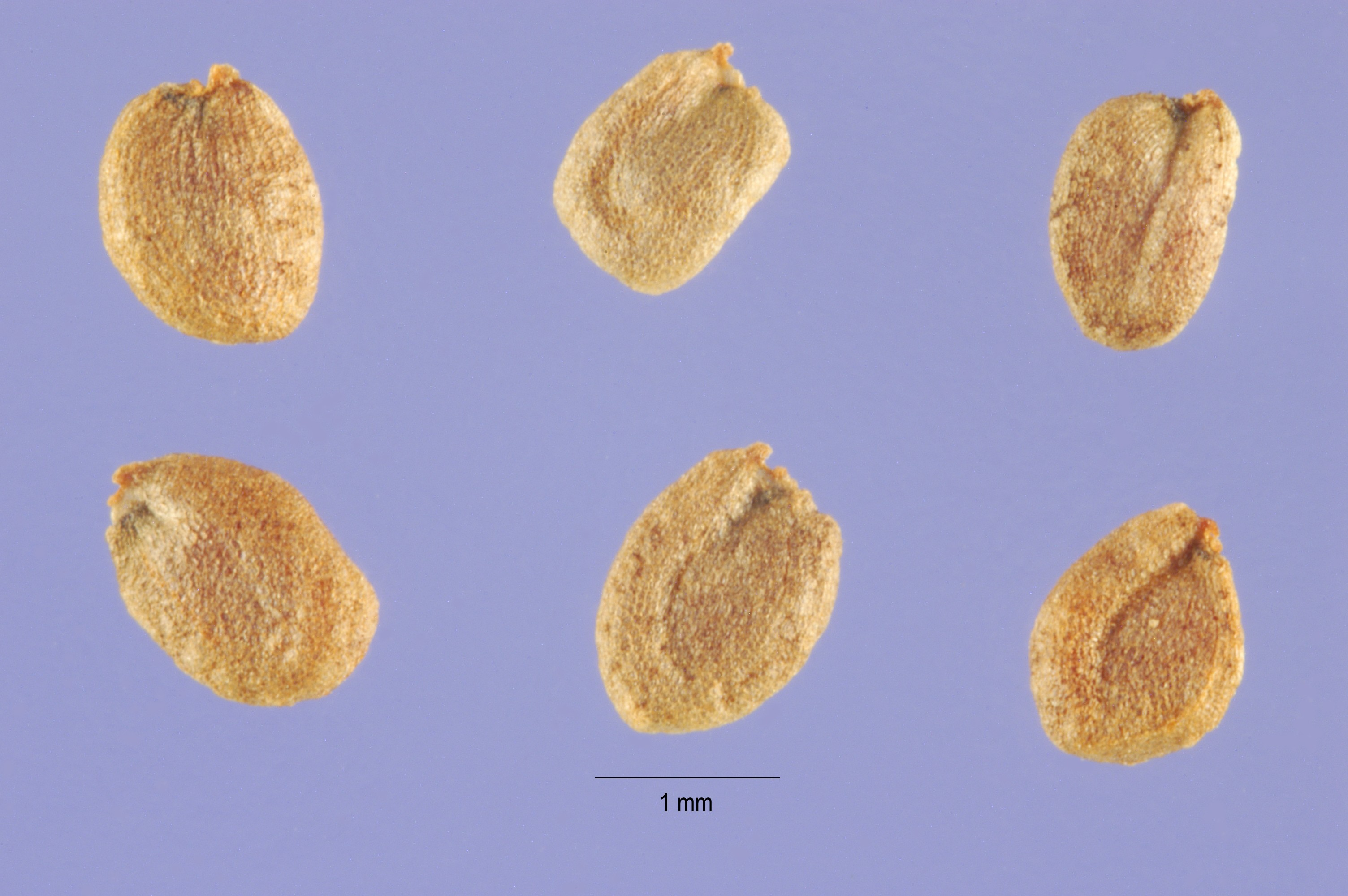
Semena